# Second Amendment Caucus
Der Second Amendment Caucus, auch bekannt als Congressional Second Amendment Caucus, ist eine Gruppe von Gesetzgebern in den Vereinigten Staaten, die sich für den Schutz und die Förderung des Zweiten Zusatzartikels zur Verfassung der Vereinigten Staaten einsetzen. Der Zweite Zusatzartikel garantiert das Recht des Volkes, Waffen zu besitzen und zu tragen.

## Geschichte
Der Second Amendment Caucus wurde im Jahr 2004 gegründet, mehrmals aufgelöst und wieder gegründet. Sein Ziel ist es, eine Plattform für Mitglieder des Kongresses zu bieten, die den Zweiten Zusatzartikel unterstützen, um ihre Bemühungen zu koordinieren und politische Maßnahmen zu fördern, die die Rechte von Bürgerinnen und Bürger zum Besitz von Schusswaffen schützen und verteidigen.
Die Mitglieder des Second Amendment Caucus setzen sich dafür ein, das individuelle Recht auf Waffenbesitz gemäß der Auslegung des Obersten Gerichtshofs zum Zweiten Zusatzartikel zu schützen und zu bewahren. Sie sind der Ansicht, dass das Recht zur Selbstverteidigung fundamental ist und dass verantwortungsbewusster Waffenbesitz ein wesentlicher Aspekt der amerikanischen Freiheit ist.
Dazu gehört die Ablehnung von Maßnahmen, die den Zugang zu Schusswaffen beschränken, die Unterstützung von Bemühungen zur Stärkung von Bestimmungen über verdecktes Tragen und die Förderung der Beseitigung von Hindernissen für den Kauf und Besitz von Schusswaffen.
Darüber hinaus dient der Second Amendment Caucus als Forum für Mitglieder des Kongresses, um Ideen auszutauschen, Informationen zu teilen und bei Gesetzgebungsinitiativen im Zusammenhang mit dem Zweiten Zusatzartikel zusammenzuarbeiten. Er bietet eine einheitliche Stimme für Gesetzgeber, die sich für den Schutz und die Aufrechterhaltung der Rechte rechtschaffener Waffenbesitzer einsetzen.
Der Second Amendment Caucus hat sowohl Unterstützung als auch Kritik erfahren. Befürworter argumentieren, dass er eine wichtige Rolle bei der Verteidigung verfassungsmäßiger Rechte spielt und sicherstellt, dass der Zweite Zusatzartikel nicht durch gesetzgeberische Maßnahmen ausgehöhlt wird. Kritiker hingegen argumentieren, dass der Caucus die Rechte auf Waffenbesitz über die öffentliche Sicherheit stellt und dass seine Haltung zur Regulierung von Schusswaffen möglicherweise die Bemühungen zur Verhinderung von Waffengewalt behindert.
Unter Kritikern gilt der Second Amendment Caucus als rechtslibertär bzw. rechtsextrem.